# Eishockey in Ulm/Neu-Ulm
Die Geschichte der Eishockeymannschaften in der Region des baden-württembergischen Ulm und des bayerischen Neu-Ulm beginnt beim EC Ulm/Neu-Ulm – den Ulmer Piranhas (ehemaliger Teilnehmer an der dritten Spielklasse) – und geht über den EC Atlantis Ulm/Neu-Ulm – den Ulmer Haien (ehemaliger Teilnehmer an der dritten Spielklasse) – und dem Fraueneishockeyverein EHC Ulm/Neu-Ulm (Powerflames) sowie dem EC Ulm/Neu-Ulm 2000 – den Riverhawks – zum heute am Spielbetrieb teilnehmenden VfE Ulm/Neu-Ulm.

## Geschichte

### EC Ulm/Neu-Ulm (bis 1997)
In den Saisonen 1984/85 und 1991/92 nahm der EC Ulm/Neu-Ulm e. V. an den Relegationsspielen zur Regionalliga Süd/West teil, wobei der Aufstieg in die RL noch nicht realisiert werden konnte. Zur Saison 92/93 gelang der Aufstieg in die Regionalliga Süd, wo der Klassenerhalt geschafft wurde. Bei der Neueinteilung der Ligen im Sommer 1994 wurde die Mannschaft des ECU in die drittklassige 2. Liga Süd eingestuft, eine Saison, die sie als Vizemeister abschloss.

### ECU und EHCU (1997–2000)
Ab der Saison 1997/98 begann zusätzlich zum ECU, dessen erste Mannschaft unter dem Beinamen Ulmer Panther spielte, der Fraueneishockeyverein EHC Ulm/Neu-Ulm, dessen Mannschaft den Beinamen Powerflames trägt, mit dem Spielbetrieb. Der EHC wurde am 1. März 1997 als reiner Fraueneishockey-Verein gegründet und ist damit der zweitälteste Eishockey-Verein der Region Ulm/Neu-Ulm und der einzige Eishockeyverein mit einem Damenteam. Bis 2005 spielten die Powerflames in der bayerischen Frauen-Landesliga.
In der Saison 1997/98 konnte sich die Seniorenmannschaft des ECU erneut sportlich nicht für die zur Saison 1998/99 wiedereingeführte eingleisigen 2. Spielklasse qualifizieren und blieb in der – jetzt drittklassige – 1. Liga Süd (inzwischen trug man den Beinamen Ulmer Piranhas), die zur Saison 1999/00 wieder den alten Namen Oberliga Süd bekam.
Im Sommer 2000 musste der Vorstand des ECU nach finanziellen Problemen und aufgrund ungeleisteter Zahlungen eines Sponsors den Insolvenzantrag stellen und damit den Spielbetrieb einstellen.

### ECU 2000, EC Atlantis, EHCU (2000–2003)
Unter aktiver Mitwirkung eines der Sponsoren des ECU gründete sich der EC Atlantis Ulm/Neu-Ulm mit Sitz in Ulm und nahm am Seniorenspielbetrieb des Eissportverband Baden-Württemberg teil. Zusätzlich wurde für den Nachwuchsspielbetrieb der ECU Eissportclub Ulm/Neu-Ulm 2000 e. V. mit ursprünglichen Vereinssitz in Senden an der Iller gegründet und nahm am Spielbetrieb im Bayerischen Eissportverband teil. Neben diesen beiden Vereine nahm auch die Mannschaft des EHC am Spielbetrieb teil.
In der Saison 2001/02 konnte sich die Mannschaft des ECA in der letztmals ausgespielten Aufstiegsrunde zur Regionalliga Süd gegen die Mannschaften von EA Schongau, ERC Sonthofen 1999 und ESC Saaleteufel Halle durchsetzen und sportlich aufsteigen. Durch die Abschaffung der viertklassigen Regionalliga Süd zur Saison 2002/03 rückte die Mannschaft gleich in die drittklassige Oberliga Süd auf. In dieser Saison 2002/03 nahm die Mannschaft des EHC nicht am Spielbetrieb teil. Im Sommer 2003 verzichtete die Vorstandschaft des ECA erst auf die Lizenz für die Oberliga Süd 2003/04, um aus ihrer Sicht die finanziellen Probleme des Vereins im Rahmen einer Spielpause unter Vermeidung einer Insolvenz lösen zu können. Kurz danach wurde vom Vorstand doch der Insolvenzantrag gestellt.

### ECU 2000 und EHCU (2003–2008)
Der den Nachwuchsspielbetrieb durchführende ECU2000 hatte schon im Frühjahr 2003 beschlossen eine eigenständige Amateurmannschaft für den Spielbetrieb zu melden und setzte den Seniorenspielbetrieb in der Saison 2003/04 in der sechstklassigen Bezirksliga Bayern fort. Auch der EHC nahm mit seiner Frauenmannschaft wieder am Spielbetrieb teil. Nachdem die Mannschaft des ECU2000 beim Versuch, sofort sportlich in die fünftklassige Landesliga Bayern aufzusteigen, am TSV Kottern scheiterte, konnte sie aufgrund der Nichtfortsetzung des Spielbetriebs bei der EA Kempten den freiwerdenden Platz in der Liga einnehmen. Nachdem in der Saison 2003/04 die Mannschaft sich zwar für die Playoffs um die Landesligameisterschaft qualifizieren konnte, scheiterte sie aber am ECDC Memmingen im Halbfinale und an den Wanderers Germering im Spiel um Platz 3 und blieb als 4. in der Landesliga Bayern. In der Saison 2005/06 konnte die Mannschaft des ECU2000 erneut die Playoffs um die Landesligameisterschaft erreichen, wo sie im Halbfinale die Mannschaft des ERV Schweinfurt besiegte, und stieg damit in die viertklassige Bayerische Eishockey-Liga 2006/07 auf, in der sie 2 Spielzeiten teilnahm. Im Finale gegen den Mitaufsteiger EHF Passau Black Hawks unterlag die Mannschaft und wurde 2005/06 Vizemeister der Landesliga.
Zur Saison 2006/07 wurde die Frauenmannschaft des EHCU nicht mehr zum Spielbetrieb gemeldet.
In der Saison 2007/08 wurde für den ECU 2000 am 18. Dezember 2007 Antrag auf Eröffnung des Insolvenzverfahrens und am 20. Dezember 2007 die Seniorenmannschaft der „Riverhawks“ vom Spielbetrieb in der Bayerischen Eishockey-Liga abgemeldet. Der Nachwuchs des ECU2000 spielte die Saison noch zu Ende.

### VfE (ab 2008)
Um den Nachwuchs des ECU2000 eine Möglichkeit der Fortsetzung des Spielbetriebs zu geben, wurde 2008 der VfE Ulm/Neu-Ulm gegründet. Zum Zeitpunkt des Meldeschlusses für die Saison 2008/09 beim Bayerischen Eissportverbandes konnte das angedachte Ziel der Meldung einer Seniorenmannschaft für den VfE nicht realisiert werden, so dass der Nachwuchs – in Fortsetzung der Zusammenarbeit mit dem ESV Burgau 2000 – den Spielbetrieb aufnahm. In der Saison 2009/10 meldete der VfE eine Seniorenmannschaft für die sechstklassige Bezirksliga Bayern. 2015 gelang dem VFE nach fünf eher schwachen Spielzeiten mit gerade mal einer Saisonniederlage der Gewinn der Bezirksligameisterschaft und damit der Aufstieg in die Landesliga Bayern. Der VfE gewann 2017 und 2018 den BEV-Pokal.
In der Saison 2019/20 gewann der Verein souverän die Hauptrunde der Landesliga-Südwest, Höhepunkt der Saison war das Hockey Classic Game gegen den ESC Kempten vor etwa 2800 Zuschauern. Der VfE beendete die Aufstiegsrunde zur Bayernliga auf dem dritten Platz und qualifizierte sich damit für die Playoffs. In diesen traf das Team erneut auf den ESC Kempten. Das erste Spiel ging in Kempten mit 5:6 nach Verlängerung verloren. Das folgende Spiel in Neu-Ulm wurde im ausverkauften Eisstadion vor 1500 Zuschauern mit 6:5 gewonnen. Das alles entscheidende Spiel der Serie wurde aufgrund der COVID19-Pandemie nicht mehr ausgetragen. Der Bayerische Eissport Verband entschied, dass alle für die Playoffs qualifizierten Mannschaften in der Saison 2020/21 ein Startrecht für die Bayernliga erhielten. Der VfE nahm dieses Aufstiegsrecht wahr.

### Erfolge
| - Vizemeister 2. Eishockey-Liga 1995 - Aufstieg in die Oberliga Süd/West 2002 - Meister 2. Eishockey-Liga Süd 1995 - Aufstieg in die 2. Eishockey-Liga 1994 - Aufstieg in die Regionalliga 1992 - Baden-Württemberg-Meister 2002 | - Aufstieg in die Regionalliga (BYL) 2006, 2020 - Bayerischer Landesliga-Vizemeister 2006 - Meister Bayerische-Landesliga West 2006, S/W 2020 - Aufstieg in die Bayerische Landesliga 2015 - Bayerischer Bezirksliga-Meister 2015 - BEV-Pokalsieger 2017, 2018 |

## Eisstadion in Neu-Ulm
Das Kunsteisstadion Eissportanlage am Donaubad in Neu-Ulm gehört zum Gelände des Donaubad-Badekomplexes (⊙) (früher: Wonnemar-Badekomplex bzw. Atlantis-Badekomplex) und wird von den beiden Städten Ulm und Neu-Ulm betrieben. Es war in den letzten Jahren mehrfach von Fluten des Hochwassers der Iller betroffen.

## Nachwuchs
Beim VfE nahmen die Nachwuchsmannschaften in Spielgemeinschaften mit dem ESV Burgau 2000 am Ligenspielbetrieb teil. 2016 wurde im Nachwuchsbereich eine Spielgemeinschaft mit dem EC Senden und dem ESV Burgau gegründet. Die Spielgemeinschaft endete 2017, weil der ESV Burgau wieder eigene Nachwuchsmannschaften aufstellen konnte. Heute (Stand 2020) nehmen die U13/15/17-Mannschaften an der Bezirksliga teil.

## SG EC Senden/VFE Ulm/Neu-Ulm 1b
Neben dem VFE gibt es in der Region noch weitere Eishockeymannschaften, wie z. B. den EC Senden oder den ESV Burgau. Der 1. EC Senden wurde 1983 gegründet und konnte neben der Bayerischen Bezirksliga-Meisterschaft 1993 den zweimaligen Aufstieg in die Bayerische Landesliga, die dreimalige Meisterschaft in der Bezirksliga Bayern West auch den Gewinn des Bayernkrug-Pokals 1992 als Erfolg für sich verbuchen.
Die seit der Saison 2016/17 bestehende Spielgemeinschaft SG EC Senden/VFE Ulm/Neu-Ulm 1b hat in der Saison 2017/18 den ESV Burgau 1b in die SB mit aufgenommen. Die aus drei Vereinen bestehende Spielgemeinschaft wird ebenfalls in der Bayerischen Bezirksliga antreten. Die Heimspiele werden in der Eislaufanlage Illerau in Senden ausgetragen. Ab der Saison 2018/19 stieg der VFE 1b aus der SG aus und ab der Saison 2019/20 wurde die SG komplett abgemeldet. Ab 2020/21 nimmt der 1. EC Senden wieder am Spielbetrieb der Bayerischen Bezirksliga teil.